# Uomini erbivori
Uomini erbivori (草食系男子?, Sōshokukei-danshi) o uomini divora-erba, è un'espressione giapponese con cui si indicano quegli uomini che non dimostrano un atteggiamento propositivo nei confronti del sesso e delle relazioni sentimentali e sono piuttosto passivi al riguardo, nonostante ciò non significhi che non ne sono interessati. Il termine è spesso contrapposto a Nikushoku Danshi (肉食男子?), uomini carnivori, che indica invece gli uomini particolarmente attivi nella ricerca di una partner.

## Origine del termine
Il termine è stato coniato nel 2006 dalla scrittrice e giornalista Maki Fukasawa (深澤真紀?), in un articolo pubblicato sul sito Nikkei Business Online, e si è diffuso nel 2008-2009, periodo nel quale sono stati pubblicati diversi libri sull'argomento.
Secondo un sondaggio del Japan Times, nel gennaio 2011 oltre un terzo dei giapponesi maschi tra i sedici e i diciannove anni non era affatto interessato al sesso (il doppio rispetto agli intervistati nel 2008), e oltre il 40% degli uomini sposati non aveva avuto rapporti sessuali da un mese o più.
Il fenomeno non è stato ancora ufficialmente documentato in altri Paesi asiatici, ma si è diffuso su buona parte del continente insieme alla cultura giapponese: Agenzia Nuova Cina ne parlò il 1º dicembre 2008, mentre il libro di Masahiro Morioka Lezioni d'amore per i ragazzi erbivori fu tradotto in cinese tradizionale nel 2010 a Taiwan.